# Danilo Luiz da Silva
Danilo Luiz da Silva (Bicas, 15 juli 1991) - alias Danilo - is een Braziliaans voetballer die doorgaans als rechtsback speelt. Hij tekende in januari 2025 een contract tot eind 2026 bij CR Flamengo, dat hem overnam van Juventus. Danilo debuteerde in 2011 in het Braziliaans voetbalelftal. Danilo is een van de weinige spelers die zowel de CONMEBOL Libertadores als de UEFA Champions League wist te winnen.

## Clubcarrière
Danilo stroomde in 2009 door vanuit de jeugd van América FC. Daarmee speelde hij in 2009 in de Série C en in 2010 in de Série B. América verkocht Danilo in juli 2010 aan Santos FC, waarmee hij in de Série A ging spelen. FC Porto zag het en nam hem in juli 2011 voor circa 13 miljoen euro over van Santos. De transfer werd daarmee de op een na duurste in het Portugese voetbal, achter de transfer van Hulk. Op verzoek van Santos zou Danilo nog tot december op huurbasis in Brazilië blijven spelen. Danilo verhuisde in januari 2012 ook daadwerkelijk naar Porto. In zijn eerste (halve) seizoen werd hij Portugees landskampioen met de club, om die titel vervolgens in het seizoen 2012/13 te prolongeren.
FC Porto bereikte in maart 2015 een akkoord met Real Madrid over een overgang van Danilo na afloop van het lopende seizoen. De Spaanse club betaalde circa 30 miljoen euro voor de Braziliaan, die een contract tekende tot medio 2021. Danilo maakte op 23 augustus 2015 zijn debuut voor Real Madrid, in een competitieduel tegen Sporting Gijón dat eindigde in een doelpuntloos gelijkspel. Het lukte hem in de daaropvolgende twee seizoenen niet om een basisplaats te veroveren.
Danilo tekende in juli 2017 een contract tot medio 2022 bij Manchester City, de nummer drie van de Premier League in het voorgaande seizoen. Dat betaalde circa €30.000.000,- voor hem aan Real Madrid. De Spaanse club kreeg daarbij tot €5.000.000,- extra aan eventuele bonussen in het vooruitzicht

## Clubstatistieken
| Seizoen | Club            | Competitie       | Wed. | Goals |
| ------- | --------------- | ---------------- | ---- | ----- |
| 2009    | América         | Série C          | 8    | 0     |
| 2010    | América         | Série B          | 7    | 0     |
| 2010    | Santos          | Série A          | 26   | 4     |
| 2011/12 | FC Porto        | SuperLiga        | –    | –     |
| 2011    | → Santos        | Série A          | 23   | 1     |
| 2011/12 | FC Porto        | SuperLiga        | 6    | 0     |
| 2012/13 | FC Porto        | SuperLiga        | 28   | 2     |
| 2013/14 | FC Porto        | SuperLiga        | 28   | 3     |
| 2014/15 | FC Porto        | SuperLiga        | 29   | 6     |
| 2015/16 | Real Madrid     | Primera División | 24   | 2     |
| 2016/17 | Real Madrid     | Primera División | 17   | 1     |
| 2017/18 | Manchester City | Premier League   | 23   | 3     |
| 2018/19 | Manchester City | Premier League   | 11   | 1     |
| 2019/20 | Juventus        | Serie A          | 22   | 2     |
| 2020/21 | Juventus        | Serie A          | 27   | 1     |
| Totaal  | Totaal          | Totaal           | 279  | 26    |

- Bijgewerkt tot 8 april 2021

## Interlandcarrière
Danilo maakte op 14 september 2011 zijn debuut in het Braziliaans voetbalelftal in een oefeninterland in en tegen Argentinië (0–0 gelijkspel). Vervolgens kwam hij regelmatig in actie in het nationale elftal – eerst onder Luiz Felipe Scolari, vanaf september 2014 onder bondscoach Dunga, uitsluitend in wedstrijden op vriendschappelijke basis. Danilo speelde op 17 juni 2018 voor het eerst een interland met een daadwerkelijke inzet, een groepswedstrijd op het WK 2018 tegen Zwitserland. Hij maakte op 19 november 2019 zijn eerste doelpunt voor de nationale ploeg. Hij schoot toen de 3–0 binnen in een met diezelfde cijfers gewonnen oefeninterland tegen Zuid-Korea.

## Erelijst
| Competitie                     |                 |                  |                 |                 |
| Competitie                     | Aantal          | Jaren            |                 |                 |
| América Mineiro                | América Mineiro | América Mineiro  | América Mineiro | América Mineiro |
| ------------------------------ | --------------- | ---------------- | --------------- | --------------- |
| Campeonato Brasileiro Série C  | 1x              | 2009             |                 |                 |
| Santos                         |                 |                  |                 |                 |
| Campeonato Paulista            | 1x              | 2011             |                 |                 |
| CONMEBOL Libertadores          | 1x              | 2011             |                 |                 |
| FC Porto                       |                 |                  |                 |                 |
| Primeira Liga                  | 2x              | 2011/12, 2012/13 |                 |                 |
| Real Madrid                    |                 |                  |                 |                 |
| FIFA Club World Cup            | 1x              | 2016             |                 |                 |
| UEFA Champions League          | 2x              | 2015/16, 2016/17 |                 |                 |
| UEFA Super Cup                 | 1x              | 2016             |                 |                 |
| Primera División               | 1x              | 2016/17          |                 |                 |
| Manchester City                |                 |                  |                 |                 |
| Premier League                 | 2x              | 2017/18, 2018/19 |                 |                 |
| FA Cup                         | 1x              | 2018/19          |                 |                 |
| EFL Cup                        | 2x              | 2017/18, 2018/19 |                 |                 |
| Juventus                       |                 |                  |                 |                 |
| Serie A                        | 1x              | 2019/20          |                 |                 |
| Supercoppa Italiana            | 1x              | 2020             |                 |                 |
| Coppa Italia                   | 2x              | 2020/21, 2023/24 |                 |                 |
| Brazilië –20                   |                 |                  |                 |                 |
| FIFA WK onder 20               | 1x              | 2011             |                 |                 |
| CONMEBOL Sudamericano onder 20 | 1x              | 2011             |                 |                 |